# Созвездие Козлотура
«Созве́здие Козлоту́ра» — повесть русского писателя Фазиля Искандера, опубликованная в 1966 году в журнале «Новый мир». В повести от лица молодого журналиста рассказывается о скоротечной кампании по выращиванию козлотуров, гибрида горного тура и козы, происходившей в советской Абхазии.
По мнению исследователей творчества Искандера, повесть, совмещающая лирическое и сатирическое начала, принесла автору всесоюзную известность, а в её сюжете нашла прямое отражение критика «кукурузной кампании».

## Сюжет
Изложение ведётся от первого лица, главный герой — молодой журналист, имя которого не называется в тексте. После окончания института и недолгого периода работы по распределению в редакции «одной среднерусской молодёжной газеты» он возвращается на родину в Абхазию, где устраивается работать в отдел сельского хозяйства местной газеты «Красные субтропики». В это время в республике проходит кампания по разведению козлотуров: заметку о селекционере, которому удалось скрестить горного тура с обыкновенной козой, заметил «один большой человек», который произнёс слова: «Интересное начинание, между прочим…» Этот отклик был воспринят как сигнал к решительным действиям. Автор заметки Платон Самсонович, заведующий отделом сельского хозяйства в газете, становится главным пропагандистом нового начинания: в газете регулярно печатаются репортажи с мест о поддержке инициативы, подчёркивается, что козлотур имеет преимущества перед обычной козой с точки зрения количества мяса, качества шерсти, размера и красоты рогов, выносливости и прыгучести.

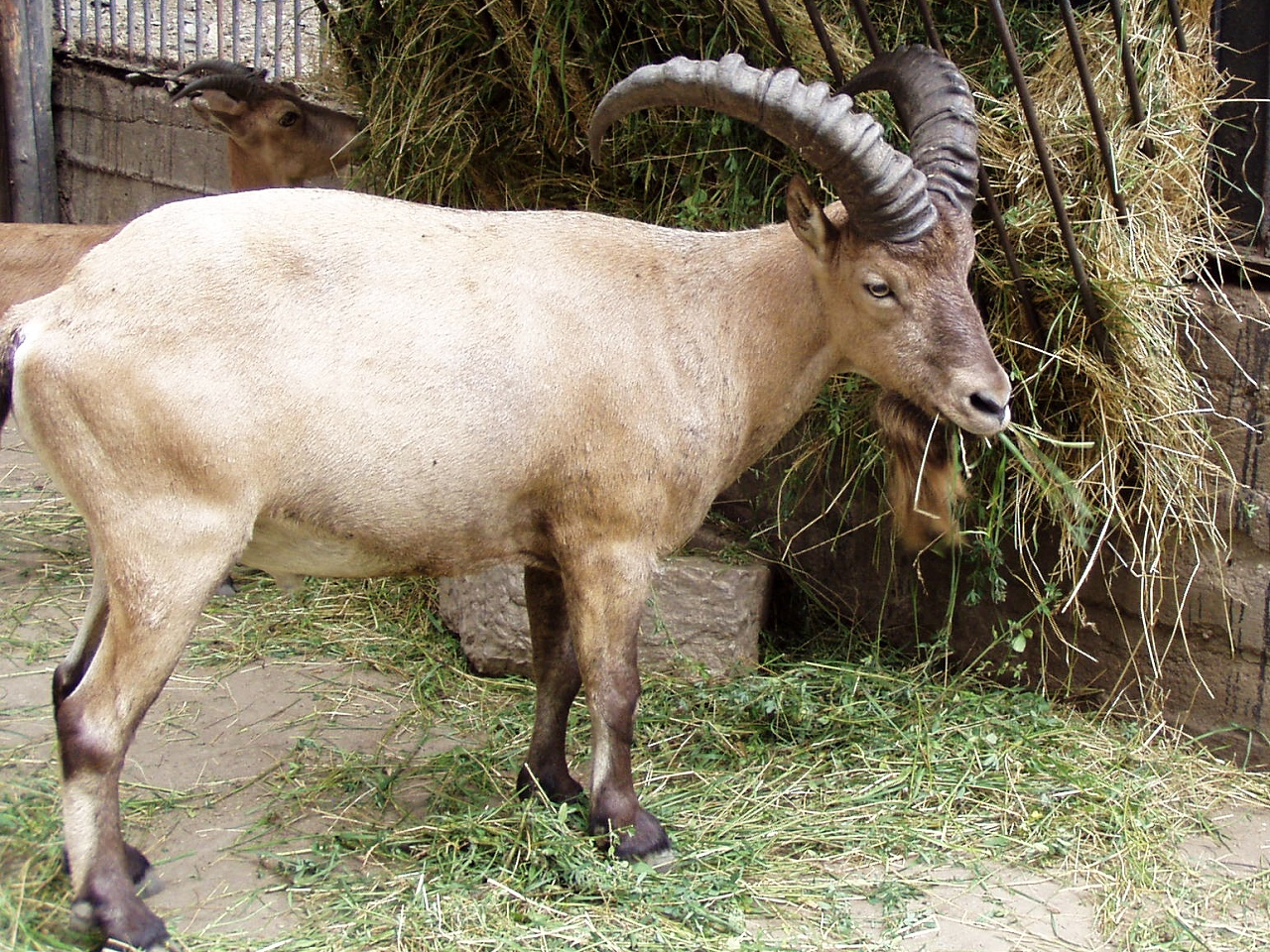
Кавказский тур

Молодой журналист получает задание поехать в село Ореховый Ключ, откуда поступила анонимка, утверждающая, что председатель плохо обращается с козлотуром. Герой отправляется в село, по дороге вспоминая своё детство и случай, произошедший с ним во время войны: ночью его послали сообщить важную новость родственникам, а по дороге он заблудился, попал на кладбище и упал в яму, куда до него уже свалился козёл. В селе Ореховый Ключ герой узнаёт, что там запланирована лекция члена Общества по распространению научных и политических знаний Вахтанга Бочуа на тему «Козлотур — это наша гордость». Сам же козлотур находится в отдельном загоне и не подпускает к себе коз, начиная бодаться при их приближении. Председатель колхоза в гораздо большей степени заинтересован в чайной плантации, которая обещает принести хороший урожай. Когда журналист уезжает, председатель просит водителя проводить его и хорошенько напоить, чтобы тот «против нас не написал какую-нибудь чушь». Затея председателя удаётся, и после обильного угощения журналист видит в небе над головой созвездие в виде козлотура. Затем он засыпает в ожидании автобуса и приходит в себя только на рассвете, попадая в милицию и обнаруживая пропажу наручных часов. Вернувшись в город, он пишет репортаж о поездке, при этом Платон Самсонович сообщает о своей новой идее: он хочет предложить скрестить козлотура с таджикской шерстяной козой, чтобы повысить его шерстистость. Главный редактор газеты Автандил Автандилович отклоняет статью журналиста, называя её вредной, поскольку недостатки работы с козлотуром оправдываются в ней неподходящим микроклиматом. Он поручает Платону Самсоновичу переработать статью «в духе полной козлотуризации», а героя переводит в отдел культуры, чтобы провести там конкурс на лучшее художественное произведение о козлотуре.
Конкурс проходит с большим успехом, однако по прошествии некоторого времени разражается гроза: в одной из центральных газет появляется статья, высмеивающая «необоснованные нововведения в сельском хозяйстве», при этом особенно сильно критикуется «бездумная проповедь козлотура». Платона Самсоновича снимают с заведования отделом и объявляют строгий выговор по служебной линии. Проходит кампания по развенчиванию «козлотуризации», и козлотуры на общих основаниях переводятся в колхозные стада. Спустя ещё некоторое время Платон Самсонович приглашает героя на рыбалку и там делится с молодым журналистом своим новым, пока ещё тайным планом: он хочет предложить построить с побережья канатную дорогу, которая переносила бы туристов с моря прямо в одну из пещер с «оригинальной расцветкой сталактитов и сталагмитов»…

## История создания
По словам самого Фазиля Искандера, идея повести родилась у него, когда он «открыл одну абхазскую газету и увидел в ней целую полосу, посвященную новому животному — козлотуру. (…) Вдруг почувствовал, что в слове „козлотур“ и заключается вся глупость кампанейщины». При этом ещё до замысла повести у самого Искандера «были скитания по газетам со статьёй против кукурузной кампанейщины»: «Я сам вырос на кукурузе, но видел, что она не хочет расти в Курской области, где я тогда работал в газете. И я попытался своей статьёй остановить кукурузную кампанию. Статью, правда, не напечатали, но писатель должен ставить перед собой безумные задачи!».
В 1966 году повесть была опубликована в журнале «Новый мир». Ранее в «Новом мире» уже печатались стихи Искандера, а всего до выхода «Созвездия Козлотура» он опубликовал около двадцати рассказов. В 1970 году повесть вошла в книгу прозы автора «Дерево детства» наряду с несколькими рассказами (оформил книгу известный художник Лев Збарский).
После выхода повести критики много писали о ней, отзывы были в основном положительными: так, только за 1966—1969 годы появилось более двадцати развёрнутых рецензий, в том числе в толстых литературных журналах и в «Литературной газете».
Редколлегией «Нового мира» во главе с Твардовским повесть «Созвездие Козлотура» дважды, в 1966 и 1968 году, выдвигалась на соискание Государственной премии.

## Оценки
По мнению Михаила Гундарина и Евгения Попова, «настоящая слава и известность» Искандера «начались на следующий же день после публикации в „Новом мире“ повести „Созвездие Козлотура“». Если до этого писатель был «лишь „широко известен в узких кругах“», то после публикации повести он стал «пожалуй, одним из немногих по-настоящему известных писателей своего поколения». Как отмечает Евгений Попов, «Для моего поколения, особенно для юных читателей, пребывавших тогда в так называемой провинции, „Созвездие Козлотура“ было тем глотком свободы, что необходим для выживания в тоталитарной стране».
Гундарин и Попов, так же как и ранее Наталья Иванова, связывают тематику повести Искандера с кампанией по «тотальному продвижению кукурузы» в СССР в 1960-е годы: «„Созвездие Козлотура“ стало трагикомической метафорой того, что происходило в обществе в „великое десятилетие“, метафорой, отразившей реальные процессы в стране». По словам Ивановой,

В «Созвездии Козлотура» Искандер живописал кампанию в подробном развитии: от радужных перспектив (…) до бурного финального провала. Но как в финале драматического по накалу страстей произведения, следуя эстетике уходящего времени, должен был брезжить рассвет, герой обретать свежие силы, а автор усиленно намекать читателю на его грядущие победы,— так и в финале повести уже брезжит, назревает новая, очередная кампания.

В 1966 году, сразу после выхода повести, Александр Твардовский высоко оценил её, отметив, что «„Созвездие Козлотура“ приметно своей яркой талантливостью, непринужденной весёлостью изложения», при этом «за простотой формы изложения присутствует большое и существенное содержание», и «сила повести не только в её сатирической сущности. Она привлекает своей лирической основой». Аналогично, Наталья Иванова говорит о том, что «это произведение можно уподобить тому самому „козлотуру“, о котором идет речь; своего рода кентавру — сатиры и лирики, иронии и медитации»; художественный принцип повести — это «противоречие между сатирическим материалом и лирическим его изложением». По словам Гундарина и Попова, «„Созвездие“ — очень светлая, оптимистичная вещь. Юмор хоть и язвителен местами, но не разрушителен. Искандер не развенчивает общество в целом, мир вокруг, наконец, весь род человеческий. Он верит в лучшее — редкий случай юмора созидательного!»
Исследователи отмечали сходства и различия повести Искандера с молодёжной прозой того времени, в особенности публиковавшейся в журнале «Юность». Так, Евгения Сечина отмечает, что в повести можно заметить и «развитие ключевых мотивов молодежных повестей», и «содержательную полемику — в особенности с аксёновским „Звёздным билетом“». При этом, в отличие от молодёжных повестей 1960-х годов, в «Созвездии Козлотура» на первом плане находится «не раскол между героем и всем остальным миром, а оппозиция абсурдной идеологии и здравого смысла», и внутренний конфликт «разрешается тем, что всеобщее наваждение и сила страха способны подчинить себе не только поведение, но и мысли персонажа». В свою очередь, Наталья Иванова пишет о том, что «Созвездие Козлотура» «возникло как бы на перекрёстке различных литературных дорог»: с одной стороны, ирония Искандера была созвучна иронии Аксёнова («Апельсины из Марокко») и Владимира Войновича («Жизнь и необычайные приключения солдата Ивана Чонкина»), с другой — несомненна его внутренняя связь и с повестями Бориса Можаева («Из жизни Фёдора Кузькина») и Василия Белова («Привычным делом»).

## Адаптации
Георгий Данелия вспоминал о неосуществившемся фильме по сценарию Искандера:

Я подумал и решил снимать «Козлотура» Фазиля Искандера.
В «Госкино» мне сказали:
— Не надо.
Я спросил:
— Почему?
Мне ответили:
— Потому.

В 1989 году режиссёром Мартиросом Фаносяном по повести был снят фильм «Созвездие Козлотура», главную роль (Заур) исполнил Андрей Ильин. В фильме звучат песни на стихи Искандера.